# Alan Cumming

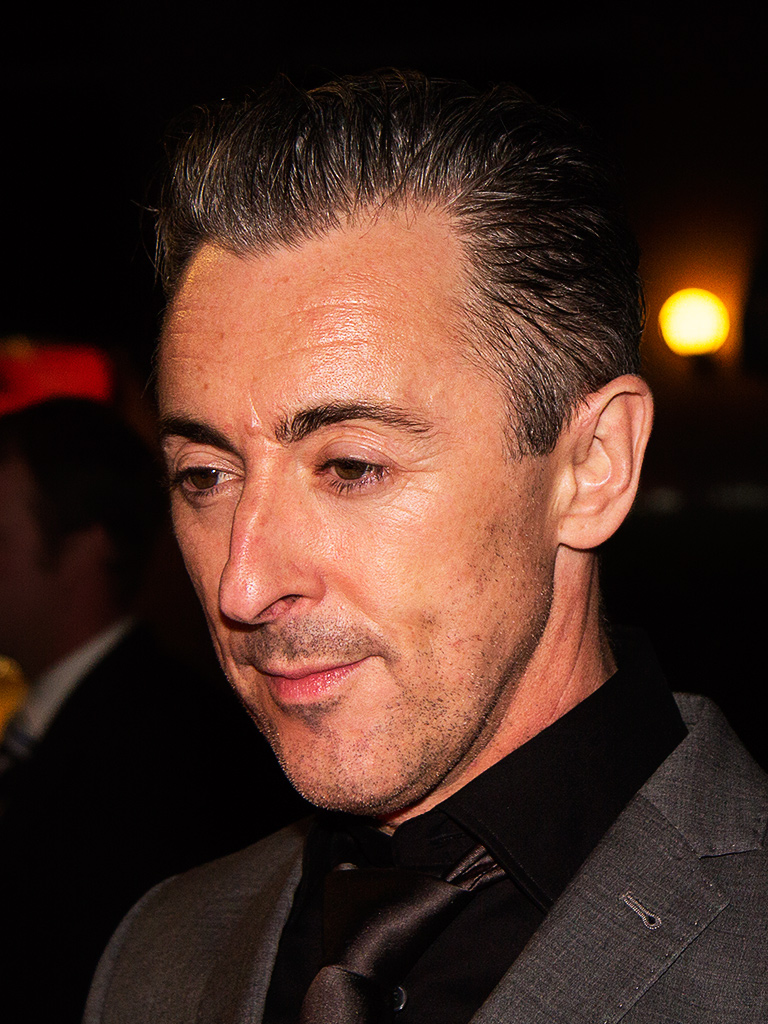
Alan Cumming (2013)

Alan Cumming (* 27. Januar 1965 in Aberfeldy, Schottland) ist ein britisch-US-amerikanischer Schauspieler. Der RSAMD-Absolvent ist insbesondere bekannt als Ensemblemitglied der Royal Shakespeare Company und aus Filmen wie James Bond 007 – GoldenEye.

## Leben

### Kindheit und Privatleben
Cumming wurde 1965 im schottischen Aberfeldy geboren und wuchs auf dem Landsitz Panmure Estate in Angus nahe Carnoustie an der Ostküste Schottlands auf. Seine Umwelt beschrieb Cumming als feudal. Seine Mutter Mary Darling war Sekretärin einer Versicherungsgesellschaft, sein Vater Alex Cumming war Oberförster des Atholl Estate. Sein Bruder ist sechs Jahre älter und als Hausverwalter in Southampton tätig.
In seiner Autobiographie Not My Father’s Son (Nicht der Sohn meines Vaters) beschreibt Cumming die emotionale und physische Gewalt, die sein Vater ihm als Kind und Jugendlichem antat. Seine Mutter schaffte es erst, eine Scheidung von ihrem gewalttätigen Mann zu erwirken, nachdem sie finanzielle Unabhängigkeit erlangt hatte. Cumming sagte, dass er in seinen frühen Zwanzigern den Kontakt zu seinem Vater vollständig abbrach. Erst kurz vor dem Dreh einer Episode der BBC-Genealogie-Dokureihe Who Do You Think You Are? nahm er den Kontakt wieder auf und erfuhr, dass sein Vater der Ansicht gewesen war, Cumming sei nicht sein biologischer Sohn. Cumming und sein Bruder konnten später mittels DNA-Tests die Vaterschaft von Alex Cumming nachweisen. Cumming ist der Ansicht, seine schwierige Kindheit habe ihn das Schauspielern gelehrt durch „die ständige Notwendigkeit, ihm gegenüber meine eigenen Emotionen völlig zu unterdrücken bzw. zu verbergen, als ich ein kleiner Junge war“.
1985 heiratete er Schauspielkollegin Hilary Lyon, die unter anderem in Hamlet neben ihm auf der Bühne stand; nach acht Jahren (1993) ließen sie sich scheiden. Er war zwei Jahre lang mit der Schauspielerin Saffron Burrows und sechs Jahre mit dem Theaterdirektor Nick Philippou zusammen.
Heute lebt er mit seinem Ehemann, dem Zeichner Grant Shaffer, in Manhattan. Shaffer arbeitet als Illustrator und Storyboard-Zeichner und war beispielsweise verantwortlich für das surrealistisch angehauchte Musikvideo zu Bedtime Story von Madonna. Cumming und Shaffer lernten sich 2004 kennen; 2007 gingen sie in Greenwich eine eingetragene Partnerschaft ein. 2012 heiratete das Paar in New York, dort war die Ehe ein halbes Jahr zuvor für gleichgeschlechtliche Paare geöffnet worden.

### Ausbildung und Karriere
In seiner Heimatstadt Angus besuchte er erst die Monikie Grundschule und weiterführend die Carnoustie High School. Nach seinem Schulabschluss zog er ins 160 Kilometer südöstlich gelegene Glasgow, um dort an der renommierten RSAMD (heute Royal Conservatoire of Scotland) Schauspiel zu studieren. Nach seinem Abschluss erhielt er Engagements der bekannten Theaterensembles der Royal Shakespeare Company (RSC) und des Royal National Theatre, mit denen er diverse Theaterstücken inszenierte. Für seine Darstellung als Conférencier im Musical Cabaret erhielt er 1998 einen Tony Award. International bekannt wurde er durch seine Rolle des Antagonisten Boris Grishenko im Bond-Film GoldenEye. Ein jüngeres Publikum erschloss er sich als Fegan Floop in den drei Spy-Kids-Filmen. 1994 feierte Cumming mit Butter sein Drehbuch- und Regiedebüt. 2001 folgte mit Beziehungen und andere Katastrophen die erste Spielfilmregie. Im November 2006 erhielt Cumming die Ehrendoktorwürde der University of Abertay Dundee. Er ist zudem Patron des Scottish Youth Theatre, des schottischen Nationaltheaters „von und für junge Menschen“.

### Engagement und Auszeichnungen
Cumming engagiert sich seit seinem Coming-out als bisexueller Mann auch verstärkt als LGBT-Aktivist. Er ist außerdem Schirmherr der gemeinnützigen Stiftung NORM-UK, die sich mit Fragen zur Beschneidungspraktik beschäftigt. Er initiiert und unterstützt Spendenaktionen für Organisationen wie AMFAR, GLAAD und Human Rights Campaign sowie die Projekte Broadway Cares und Equity [US-amerikanische Theatergewerkschaft AEA] Fights AIDS. Für das New Yorker Equality Network beteiligte er sich an einer Videokampagne, die erfolgreich zur Legalisierung der gleichgeschlechtlichen Ehe in Schottland beitrug.
Im März 2005 erhielt Cumming im Rahmen der 16. jährlichen GLAAD-Medien-Preisverleihung den Vito Russo Award für seinen „außerordentlichen Beitrag zur Beseitigung von Homophobie“. Im Juli desselben Jahres erhielt er auch von der Human Rights Campaign in San Francisco deren Humanitarian Award, ebenfalls für seine öffentlichen Stellungnahmen im Namen der LGBT-Gemeinschaft.
Für sein Engagement ebenso wie für seinen Beitrag zur Unterhaltungsindustrie und der Erhaltung der Künste verlieh ihm Elisabeth II. 2009 den Ehrenoffiziersrang des Order of the British Empire. Im Januar 2023 gab er die Auszeichnung zurück: Der große Nutzen, den der Preis 2009 für die LGBTQ+-Sache gebracht habe, sei jetzt weniger stark als die Bedenken, die er mit der „Giftigkeit des Empires“ verbinde.
Cumming engagiert sich auch für den Tierschutz und setzt sich für artgerechte Tierhaltung ein, dafür erhielt er 2017 den Humanitarian Award der Tierschutzorganisation PETA. Seit 2012 ernährt er sich nach eigenen Angaben vegan. Er ist Unterstützer der Scottish National Party und der Unabhängigkeit Schottlands von der englischen Krone. Seit 2008 hat er auch die US-amerikanische Staatsbürgerschaft.

## Filmografie (Auswahl)
- 1991: Bernie und der Weihnachtsgeist (Bernard and the Genie) (Fernsehfilm)
- 1992: Prag (Prague)
- 1993: Blind Date (Fernsehkurzfilm)
- 1994: Butter – Drehbuch: Alan Cumming, Regie: Alan Cumming
- 1995: The High Life (Fernsehserie) – Drehbuch: Alan Cumming
- 1995: Circle of Friends – Im Kreis der Freunde (Circle of Friends) – Regie: Pat O’Connor
- 1995: James Bond 007 – GoldenEye (GoldenEye) – Regie: Martin Campbell
- 1996: Emma – Regie: Douglas McGrath
- 1997: Romy und Michele (Romy and Michele’s High School Reunion) – Regie: David Mirkin
- 1997: Spiceworld – Der Film (Spice World) – Regie: Bob Spiers
- 1997: Buddy – Main haariger Freund (Buddy, Fernsehfilm)
- 1999: Plunkett & Macleane – Regie: Jake Scott
- 1999: Titus – Regie: Julie Taymor
- 1999: Eyes Wide Shut – Regie: Stanley Kubrick
- 1999: Hinterm Mond gleich links (3rd Rock from the Sun, Fernsehserie, Episode 05x18)
- 1999: Annie – Weihnachten einer Waise (Annie)
- 2000: Urbania
- 2000: Die Flintstones in Viva Rock Vegas (The Flintstones in Viva Rock Vegas) – Regie: Brian Levant
- 2000: Get Carter – Die Wahrheit tut weh (Get Carter) – Regie: Stephen T. Kay
- 2000: Cuba Libre (Company Man)
- 2001: Spy Kids – Regie: Robert Rodriguez
- 2001: Investigating Sex
- 2001: Beziehungen und andere Katastrophen (The Anniversary Party) (& Regie, Drehbuch)
- 2001: Josie and the Pussycats
- 2001: Sex and the City (Sex & the City, Fernsehserie, Episode 4x02)
- 2002: CinéMagique (Disney-Attraktion)
- 2002: Spy Kids 2 – Die Rückkehr der Superspione (Spy Kids 2: Island of Lost Dreams)
- 2002: Nicholas Nickleby
- 2003: X-Men 2 (X2) – Regie: Bryan Singer
- 2003: Mission 3D (Spy Kids 3-D: Game Over)
- 2003: Garfield – Der Film (Garfield)
- 2005: Die Maske 2: Die nächste Generation (Son of the Mask)
- 2005: Kifferwahn (Reefer Madness)
- 2005: Ripley Under Ground
- 2005: Eighteen
- 2006: Herzensangelegenheiten (Gray Matters)
- 2006: Fabulous ! The Story of Queer Cinema (Dokumentation)
- 2006: The L Word – Wenn Frauen Frauen lieben (The L Word, Fernsehserie, 6 Episoden)
- 2007: Ghost Writer – Nicht wird mehr so sein wie vorher (Suffering Man’s Charity) (& Regie)
- 2007: Tin Man – Kampf um den Smaragd des Lichts (Tin Man, Miniserie)
- 2008: Boogie Woogie – Sex, Lügen, Geld und Kunst (Boogie Woogie)
- 2009: PoliWood
- 2009: Dare – Hab’ keine Angst. Tu’s einfach! (Dare)
- 2010: Burlesque
- 2010: The Tempest – Der Sturm (The Tempest)
- 2010: Nazi Invasion -Team Europe (Jackboots On Whitehall)
- 2010: Riverworld (Miniserie)
- 2010–2016: Good Wife (The Good Wife, Fernsehserie, 119 Episoden)
- 2011: Die Schlümpfe (The Smurfs) (Stimme)
- 2011: The Runaway (Fernsehserie, 5 Episoden)
- 2011–2012: Web Therapy (Webserie, 2 Episoden)
- 2012: Outback – Jetzt wird’s richtig wild! (The Outback) (Stimme)
- 2012: Any Day Now
- 2013: The Legend of Smurfy Hallow
- 2013: Sir Billi
- 2013: Maladies
- 2013: Almost in Love
- 2013: Die Schlümpfe 2 (The Smurfs 2) (Stimme)
- 2014: Bremen Town Musicians
- 2015: Strange Magic (Stimme)
- 2016: Hurricane Bianca
- 2017: After Louie
- 2017–2022: The Good Fight (3 Folgen, Staffel 6)
- 2017: Battle of the Sexes – Gegen jede Regel (Battle of the Sexes)
- 2018–2019: Instinct (Fernsehserie)
- 2018, 2025: Doctor Who (Fernsehserie, Episode 11x08; Episode 2x02, Stimme)
- 2018: Show Dogs – Agenten auf vier Pfoten (Show Dogs) (Stimme)
- 2021: Prodigal Son – Der Mörder in Dir (Prodigal Son, Fernsehserie, Episoden 2x07–2x08)
- 2021: Schmigadoon! (Fernsehserie)
- 2022: Marlowe